# Ilja Kormiltsev

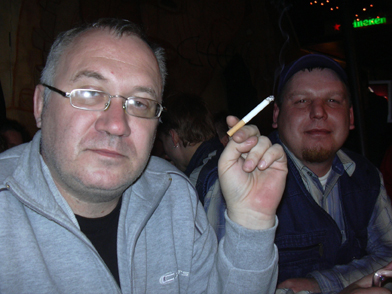
Ilja Kormiltsev

Ilja Kormiltsev (Russisch Илья Кормильцев), (Sverdlovsk, 26 september 1959 - Jekaterinenburg, 4 februari 2007), was een Russisch dichter, vertaler en uitgever. 
Kormiltsev is het meest bekend als schrijver van liedjes voor een van Ruslands meest bekende bands genaamd Nautilus Pompilius. Hij is tevens producer van deze band.
Hij beheerste de Engelse en Franse geschreven taal bijna vloeiend en vertaalde diverse boeken in deze talen naar het Russisch. 
Bij een bezoek in Londen in januari 2007 viel Kormiltsev en blesseerde zijn ruggengraat. Op 22 januari van dat jaar werd bij Kormiltsev ruggenmergkanker geconstateerd en op 4 februari 2007 stierf hij op een leeftijd van 47 jaar. 